# Abugida
Een abugida is een type schrift waarin de belangrijkste tekens de medeklinkers zijn. Deze basismedeklinkerletters hebben een impliciete klinker en consequente aanpassingen van de basisletter om andere klinkers aan te duiden. In sommige gevallen ontbreekt een klinker. Voorbeelden hiervan zijn een medeklinker aan het eind van een lettergreep of een groepje medeklinkers. Het is een tussenvorm van lettergreepgeoriënteerde schriften en alfabetten. Enkele abugida's, met name Brahmische schriften, zijn vermoedelijk ontstaan uit het abjad.

## Etymologie
De term abugida is afkomstig van Peter T. Daniels die hiervoor uitging van ’Äbugida, de Ethiopische naam voor het Ge'ezschrift. Deze naam is afgeleid uit de eerste vier tekens van het Ethiopisch schrift. De letters stammen af van de oude Proto-Sinaïtische letters (allef, beet, giemel, dallet enzovoorts). Het Ethiopisch schrift is een abugida, hoewel de klinkeraanpassingen daar niet helemaal systematisch zijn.

## Beschrijving

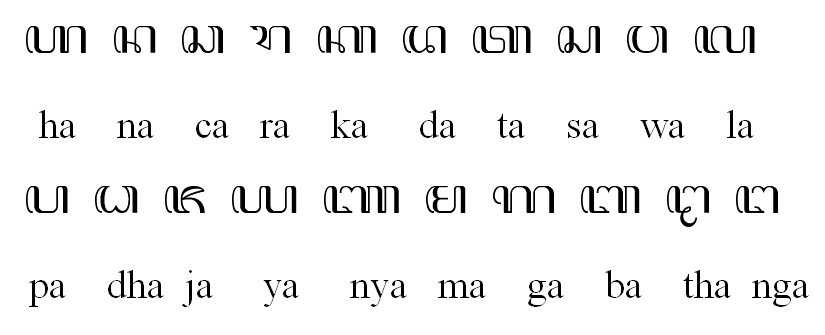
Het Javaanse schrift

In een abugida zijn er geen tekens voor individuele medeklinkers, maar worden grondtekens aangepast afhankelijk van de gewenste klinker. De vorm van de aanpassing is onafhankelijk van het grondteken. Zo is de aanpassing van "k" tot "ke" hetzelfde als "l" tot "le". In veel abugida's geschiedt de aanpassing door een klinker bij te plaatsen, maar er zijn meer opties, zoals het draaien van het oorspronkelijke teken, toevoegen van een diakritisch teken en dergelijke. De veranderaar kan overal staan ten opzichte van het basisteken: erna, erboven, eronder, ervóór en zelfs combinaties van voorgaande. In het geval dat een lettergreep begint met een reeks medeklinkers, kan de veranderaar van toepassing zijn op de gehele serie waarbij de aanwijzing twee plaatsen vooruit geschoven is ten opzichte van de plaats waar deze wordt uitgesproken.
Enkele abugida's, in het bijzonder de Brahmische schriften, bezitten een merkteken genaamd halant of virama (Sanskriet) dat de impliciete klinker van een teken annuleert, zodat je een kale medeklinker overhoudt. Dat is een oplossing voor medeklinkerseries of medeklinkers aan het eind van een woord.
Een kenmerkend verschil met lettergreepschriften is dat die een verschillend symbool hebben voor elke lettergreep, zonder noodzakelijkerwijs een systematische overeenkomst in uiterlijk.
Veel Noord-Amerikaanse indianenschriften, zoals de Cree-syllaben, kun je onder de abugida’s scharen, maar meer algemeen rekent men ze tot lettergreepschriften. De grootste familie van abugida’s zijn de Brahmische schriften, de groep die is afgeleid van het Brahmischrift en vrijwel alle schriftsystemen van India en Zuidoost-Azië omvat.
Voorbeelden van het Devanagari
- K = /ka/ =
- Ki = /ki/ =
- K* = /k/ =  (met een Halant  onder het teken)
- K*M = /kma/ =
- İK = /ika/ =
- İK* = /ik/ =
- İKi = /iki/ =
- etc.

## Ontwikkeling
Abugida's worden beschouwd als een tussenvorm tussen alfabetten en syllabische schriften. Historisch lijken abugida's te zijn ontwikkeld vanuit abjads (consonantschriften). Ze verschillen met syllabische schriften, die een apart teken hebben voor elk mogelijke lettergreep of medeklinker-klinkercombinatie, waarbij de tekens ook geen systematische gelijkenissen vertonen en doorgaans vanuit logografische schriften ontwikkeld zijn.
De meeste Indische en Zuidoost-Aziatische abugida's lijken eerst vanuit abjads te zijn ontwikkeld door middel van de Kharoṣṭhī- en Brahmische schriften; het desbetreffende abjad wordt meestal gezien als het Aramees alfabet, maar terwijl het verband tussen het Aramees en Kharosthi grotendeels onbetwist is, is dit niet het geval met het Brahmischrift. De Kharosthifamilie is uitgestorven, maar onder de nakomelingen van het Brahmischrift behoren de meeste schriften van Zuid-Azië en Zuidoost-Azië.
Het Ge'ezschrift stamt af van een ander abjad, het Oud-Zuid-Arabische schrift van Jemen, de opkomst van klinkertekens in het Ge'ezschrift viel samen met de introductie van het Christendom rond 350 n.chr. Het Ethiopische schrift is een doorontwikkeling van een abjad.
Het Cree-schrift werd ontwikkeld met kennis van het Devanagari.
Het Meroitisch schrift werd ontwikkeld vanuit Egyptische hiërogliefen, waarin verschillende stelsels voor het in groepen schrijven van hiërogliefen werden gebruikt om klinkers aan te duiden.

## Lijst van abugida's
- Balinees
- Baybayin (pre-koloniaal schrift van Tagalog)
- Bengaals
- Birmees schrift
- Brahmischrift
- Canadees Aboriginalschrift
- Devanagari (voor Sanskriet, Pali, Hindi enzovoorts)
- Ethiopisch schrift
- Gujarati
- Guptaschrift
- Gurmukhi
- Inuktitut-schrift
- Kannada
- Kawischrift
- Khmer
- Laotiaans
- Malayalam
- Meroitisch (voor Meroitische taal, staat los van India’s schrift)
- Pallavaschrift
- Rencong (diverse talen in Zuid- en West-Sumatra)
- Sinhala
- Tamil
- Telugu
- Thais alfabet
- Tibetaans schrift